# Phytomyptera clavapalpa
Phytomyptera clavapalpa là một loài ruồi trong họ Tachinidae.